# Die offizielle Geschichte
Die offizielle Geschichte ist ein argentinisches Filmdrama der Regisseure Luis Puenzo und Jaoquin Calatayud aus dem Jahre 1985.
In dem Film geht es um ein Paar, das mit seinem Adoptivkind in Buenos Aires lebt. Die Mutter findet heraus, dass ihre Tochter das Kind von desaparecidos sein könnte, die Opfer der Entführungen während des Schmutzigen Krieges im Argentinien der 1970er Jahre waren. Der Film wurde 1986 mit dem Oscar für den besten fremdsprachigen Film ausgezeichnet.

## Handlung
Der Film basiert auf realen Ereignissen, die in Argentinien stattfanden und bei denen während des Schmutzigen Krieges ab Mitte der 1970er Jahre Tausende politisch Linksgerichteter heimlich umgebracht wurden.
Die Geschichte beginnt, nachdem Alicia, eine Lehrerin, und Roberto, ein wohlhabender Geschäftsmann, die kleine Gaby adoptiert haben. Nach fünf Jahren fängt Alicia sich an zu fragen, was mit Gabys Eltern geschehen ist. Roberto hat ihr nahegelegt, die Geschichte zu vergessen, da dies ein Teil der Adoptionsbedingungen war. Er jedoch kennt die schmutzige Geschichte der Adoption seiner Tochter, das heißt, dass deren leibliche Eltern von den Militärs vorher heimlich umgebracht worden waren.
Da es schwer zu glauben ist, ist sich Alicia wie viele andere in Argentinien der Morde und Folterungen in ihrem Land nicht bewusst, bis die Schüler, die sie unterrichtet, anfangen, sich zu beklagen, dass die von der „Regierung zugelassenen“ Geschichtsbücher von staatlich beauftragten Mördern geschrieben wurden.
Zu dieser Zeit hat Alicia eine lange Unterhaltung mit ihrer alten Freundin Ana, die sieben Jahre lang im europäischen Exil verbrachte, nachdem sie von einer paramilitärischen, der brutalen argentinischen Regierung loyalen Einheit gefoltert worden war, weil sie mit einem sogenannten Umstürzler zusammengelebt hatte. Alicia beginnt auf eigene Faust ernsthafte politische und persönliche Nachforschungen anzustellen.
Bei einem Familienessen hat Roberto Ibáñez einen politischen Streit mit seinem Vater und seinem Bruder, in dem er die Seite der konservativen Militärelite vertritt, während Bruder und Vater vom Standpunkt der sozialen Gerechtigkeit aus argumentieren.
Alicia wird von einer älteren Dame aufgesucht, die möglicherweise Gabys Großmutter ist und welche die Identität von Gabys toten angeblichen Eltern preisgibt. Alicia findet zudem heraus, dass ihr Mann an der schrecklichen Unterdrückung durch die Regierung und an intensiven Auslandsgeschäften beteiligt war.
Der Film lässt offen, ob die alte Frau tatsächlich Gabys Großmutter ist und somit auch, ob die Identität von Gabys richtiger Familie jemals bekannt wird. Diese Gegenüberstellung von Fakt und Emotion sollen Hoffnung und Hoffnungslosigkeit als Reaktion auf eine Kriegsumgebung hervorrufen.
Die Geschichte endet tragisch, als Alicia ihren Ehemann mit den Tatsachen konfrontiert. Er will, dass sie die Vergangenheit vergisst und in die familiäre Zukunft blickt, die nun durch ihre Nachforschungen bedroht ist. Doch dann wird er wütend und schlägt ihren Kopf mehrmals an die Wand. Alicia holt ihre Schlüssel und ihre Handtasche und verlässt das Haus. Der Film endet mit einem Lied („El país del nomeacuerdo“ von María Elena Walsh, zu Deutsch etwa: Das Land Ich-erinnere-mich-nicht) welches Gaby singt und das auf ihre eigene Situation, aber auch auf die Geschichte des Landes Argentinien bezogen werden kann.

## Hintergrund
Der Film basiert auf wirklichen politischen Geschehnissen während der Argentinischen Militärdiktatur (1976–1983), nachdem Jorge Rafael Videlas reaktionäre Militärjunta am 24. März 1976 die Macht erlangt hatte. Während der Herrschaft der Junta wurde das Parlament aufgelöst, Vereine, politische Parteien und Provinzregierungen wurden verboten und zwischen 9.000 und 30.000 vermeintliche linksgerichtete „Umstürzler“ verschwanden meist spurlos, was später als „Schmutziger Krieg“ bekannt wurde.
Auch der Bezug zu den Zwangsadoptionen ist historisch korrekt. Zahlreichen verhafteten Frauen, die in der Folterhaft ein Kind zur Welt brachten, wurden die Kinder sofort nach der Geburt weggenommen und die Mütter dann umgebracht. Bis heute versuchen Angehörige der damals „verschwundenen“ Menschen (Desaparecidos), diese meist zur Adoption an Offiziersfamilien gegebenen Kinder wiederzufinden (s. Abuelas de Plaza de Mayo). Die Konfrontation mit ihrer wahren Herkunft ist für die heute erwachsenen Kinder meist ein schmerzhafter Prozess – auch deswegen, weil ihre vermeintlichen Eltern nicht selten an der Folterung und Ermordung ihrer tatsächlichen, leiblichen Mütter oder beider Elternteile indirekt beteiligt waren.
Wie viele progressive Schauspieler im Lande war auch die Hauptdarstellerin des Films, Norma Aleandro, gezwungen während dieser Zeit ins Exil zu gehen. Sie reiste zunächst nach Uruguay und später nach Spanien. Nach dem Fall der Militärregierung 1983 kehrte sie wieder zurück. Aleandro sagte einmal: „Alicias persönliche Suche ist gleichzeitig die Suche meiner Nation nach der Wahrheit über unsere Geschichte. Der Film ist positiv in der Art, wie er demonstriert, dass sie ihr Leben ändern kann, trotz all dem, das sie verliert.“
Die offizielle Geschichte war neben einer Gruppe anderer Filme der erste, der nach dem Sturz des letzten argentinischen Diktators General Galtieri und seines autokratischen Regimes entstand. Diese Filme stellen die Unterdrückung, Folter und Entführungen in Argentinien während dieser Periode wahrheitsgetreu dar. Siehe dazu auch den Abschnitt Kulturelle Aufarbeitung im Artikel Desaparecidos.

## Produktion
Zunächst beabsichtigte Regisseur Puenzo den Film aus Angst um seine Sicherheit heimlich zu drehen, indem er versteckte 16-mm-Kameras verwendete, jedoch wurde die Junta genau zu jener Zeit gestürzt, als das Drehbuch fertiggestellt wurde.
Der Film wurde komplett in Buenos Aires in Argentinien gedreht, einschließlich der Plaza de Mayo, wo die Madres de Plaza de Mayo in den späten 70ern zusammentraten und Schilder und Bilder von während des Schmutzigen Krieges Verschwundenen hochhielten.

## Auszeichnungen
Gewonnen
- Academy Awards: Bester fremdsprachiger Film; 1986.
- Los Angeles Film Critics Association Awards: Bester fremdsprachiger Film; 1985.
- New York Film Critics Circle Awards: Beste Darstellerin; Norma Aleandro; 1985.
- Toronto International Film Festival: People’s Choice Award, Luis Puenzo, 1985.
- Premios ACE: Beste Darstellerin, Norma Aleandro; Bester Regisseur, Luis Puenzo; Bester Film; 1986.
- Golden Globes: Bester fremdsprachiger Film; 1986.
- Argentinian Film Critics Association Awards: Cóndor de Plata; Beste Darstellerin, Norma Aleandro; Beste Kamera, Félix Monti; Bester Regisseur, Luis Puenzo; Bester Schnitt, Juan Carlos Macías; Bester Film; Beste Nachwuchsdarstellerin, Analía Castro; Bestes Originaldrehbuch, Aída Bortnik and Luis Puenzo; Bester Nebendarsteller, Patricio Contreras; Beste Nebendarstellerin, Chela Ruíz; 1986.
- Cannes Film Festival: Beste Darstellerin, Norma Aleandro; Preis der Ökumenischen Jury, Luis Puenzo; 1986.
- David di Donatello: Beste ausländische Darstellerin, Norma Aleandro; 1987.

Nominiert
- Academy Awards: Bestes Originaldrehbuch; 1986.
- Cannes Film Festival: Goldene Palme, Luis Puenzo; 1985.